# Sit-ins de Nashville
Les sit-ins de Nashville, qui ont eu lieu du 13 février au 10 mai 1960, font partie d’une campagne d’actions directes non-violentes pour mettre fin à la ségrégation raciale aux comptoirs des restaurants du centre-ville de Nashville, dans le Tennessee.
La campagne des sit-ins, qui a été coordonnée par le mouvement étudiant de Nashville et le Nashville Christian Leadership Councel, est importante de par son succès immédiat et l’importance accordée à la non-violence.
Tout au long de la campagne, les sit-ins ont eu lieu dans différents magasins situés au cœur du centre financier de Nashville.
Les participants, dont la majorité était des étudiants Afro-Américains, étaient souvent victimes d’agressions physiques et verbales de la part des passants.
Malgré leur refus de répondre à ces attaques, plus de 150 étudiants sont arrêtés pour avoir refusé de libérer leur place à des comptoirs de restaurants alors que la police leur a ordonné de le faire.
Lors des procès, les étudiants sont représentés par un groupe de 13 avocats dirigé par Z. Alexander Looby (en)
Le 19 avril, la maison d’Alexander Looby est la cible d’une attaque à la bombe, mais ni lui ni sa famille ne sont blessés.
Plus tard, ce même jour, presque 4 000 personnes marchent jusqu’à la mairie de Nashville pour parler avec le maire Ben West (en) de l’augmentation des violences.
Lorsqu’on lui demande s’il pense qu’il faut mettre fin à la ségrégation dans les comptoirs de la ville, il répond par l’affirmative.
Un accord est trouvé entre les propriétaires des restaurants et les participants aux manifestations durant la première semaine de mai.
Le 10 mai, six restaurants du centre-ville servent des clients noirs à leur comptoir pour la première fois.
Même si cette première campagne a permis de mettre fin à la ségrégation dans les restaurants du centre-ville, d’autres manifestations et sit-ins continuent d’avoir lieu dans le reste de la ville, jusqu’au vote du Civil Rights Act de 1964, qui permet de mettre fin à la ségrégation raciale à travers l’ensemble des États-Unis.
La plupart des organisateurs de ces sit-ins ont par la suite joué un rôle important dans le mouvement des droits civiques.

## Contexte historique
En 1896, l’arrêt Plessy v. Ferguson rendu par la Cour suprême des États-Unis permet aux états qui le souhaitent d’imposer la ségrégation raciale légalement, selon la doctrine seperate but equal (« séparés mais égaux »).
Cette décision permet la multiplication des lois Jim Crow à travers les États-Unis.
Ces lois autorisent la ségrégation raciale dans presque tous les lieux publics et favorisent la discrimination raciale dans le pays, notamment dans le Sud des États-Unis,.
Dans la ville de Nashville, comme dans la plupart des villes du Sud, les Afro-Américains se retrouvent largement désavantagés par ces lois.
Ils n’ont plus le droit d’utiliser un certain nombre de services publics, ils ont peu de chance de trouver un emploi et sont victimes de discrimination de la part d’une majorité de blancs.
De nombreuses personnes s’opposent à ces lois, à Nashville, dès 1905.
Il faut attendre 1958 et la formation de la Nashville Christian Leadership Council, pour que les Afro-Américains de Nashville posent les bases de ce qui conduira à la suppression de la ségrégation raciale.

## Précurseurs et organisations
La Nashville Christian Leadership Council (ou NCLC) est une organisation fondée par le révérend Kelly Miller Smith (en), membre de l’église baptiste et proche de la Southern Christian Leadership Conference fondée par Martin Luther King.
Ces organisations ont pour but de promouvoir les droits civiques des Afro-Américains à travers la désobéissance civile non-violente.
Le révérend Smith pense que les Américains seront plus enclins à la déségrégation si les Afro-Américains obtiennent ce droit grâce à des manifestations pacifiques plutôt qu’au système judiciaire.
Du 26 au 28 mars 1958, la NCLC organise l’un des nombreux ateliers de désobéissance civile pour remettre en cause la ségrégation,. Ces ateliers sont menés par James Lawson, qui a étudié les principes de la résistance non violente lors d’un voyage en Inde.
La majorité des participants à ces ateliers sont des étudiants des universités Fisk, Tennessee A&I (plus tard appelée Université d'État du Tennessee), American Baptist Theological Seminary (plus tard appelée Université baptiste américaine) et l’université de médecine Meharry Medical College (en).
Parmi ceux qui participent, on trouve de nombreux étudiants qui sont par la suite devenus des personnalités importantes du mouvement des droits civique, tels que :
Marion Barry, James Bevel, Bernard Lafayette (en), John Lewis, Diane Nash et C. T. Vivian (en).
C’est durant ces ateliers que les participants décident de commencer à organiser des manifestations dans des restaurants du centre-ville.
À l’époque, les Afro-Américains ont le droit de se rendre dans les magasins du centre-ville, mais n’ont pas le droit de manger dans les restaurants.
Ils pensent donc que les restaurants sont une bonne cible, car ils sont largement exposés, faciles d’accès et ils sont un bon exemple des injustices subies au quotidien par les noirs.
Fin 1959, James Lawson et d’autres membres du NCLC rencontrent les propriétaires de magasins Fred Harvey et John Sloan pour leur demander de servir volontairement des Afro-Américains aux comptoirs de leur restaurant.
Les deux hommes refusent prétextant qu’ils ont plus à perdre qu’à gagner.
Les étudiants commencent donc à faire la reconnaissance des lieux en vue d’organiser des sit-ins.
Le premier prend place le 28 novembre, au grand magasin Harveys, dans le centre-ville de Nashville. Il est suivi par un autre dans le magasin Cain-Sloan, le 5 décembre,. De petits groupes d’étudiants achètent des objets dans ces magasins, puis s’assoient aux comptoirs des restaurants et essayent de commander de la nourriture.
Leur objectif est de prendre la température et d’observer le degré de résistance dans chaque magasin.
On refuse de les servir dans les deux magasins, mais les réactions sont très différentes.
Dans le magasin Harveys, on leur répond poliment, alors que chez Cain-Sloan, on les méprise,. Ces missions de reconnaissance sont discrètes et aucun journal de la ville n’en parle.

## Manifestations de grandes ampleurs
Avant que les étudiants de Nashville aient la chance de mettre en pratique leurs plans, de nouveaux évènements ont lieu ailleurs dans le pays et renforce leur volonté de passer à l’action.
Durant la première semaine de février 1960, un petit sit-in à Greensboro se transforme en une énorme manifestation rassemblant plus de 80 étudiants au troisième jour.
D’autres manifestations de ce type ont déjà eu lieu dans d’autres villes, mais celle-là, est la première à retenir l’attention des médias et du public. Lorsque l’organisation du révérend Lawson se retrouve le vendredi suivant, plus de 500 nouveaux volontaires sont présents.
Lawson et d’autres adultes veulent alors repousser la date de leur sit-in, mais les dirigeants étudiants insistent pour passer à l’action rapidement.

Lieux choisis pour les sit-ins : 1. S. H. Kress; 2. McLellans; 3. Woolworth; 4. Harveys; 5. Walgreens; 6. Grants; 7. Cain-Sloan; 8. entreprise de transport Greyhound; 9. compagnie d’autocar Trailways; 10. Moon-McGrath

Cinq sit-ins ont lieu le long de la cinquième avenue entre Union et Church Street, d’autres prennent place aux alentours.
Le premier sit-in de grande ampleur prend place le samedi 13 février 1960.
Vers 12h30, 124 étudiants, pour la majorité noire, marchent vers les magasins Woolworth, S. H. Kress et McClellan et demandent à être servis.
On refuse de les servir, ils s’installent donc dans les magasins pendant deux heures et s’en vont, sans qu’il n’y ait aucun incident,.
Le lundi suivant ce premier sit-in, 79 congrégations rassemblées lors de la conférence baptiste de Nashville, votent à l’unanimité le soutien au mouvement étudiant, faisant ainsi reposer le poids de toute la communauté religieuse noire sur les épaules de ces jeunes étudiants. Les leaders religieux locaux appellent les gens de bonne volonté à boycotter les magasins qui pratiquent la ségrégation.
La communauté noire de Nashville soutient massivement le boycott, entraînant ainsi des répercussions économiques sur les magasins.
Le deuxième sit-in prend place le jeudi 18 février. Plus de 200 étudiants entrent dans les magasins Woolworth, S. H. Kress, McClellan, and Grants.
Les comptoirs des restaurants sont immédiatement fermés.
Les étudiants restent pendant environ une heure et demie avant de partir, encore une fois sans incident,. Le troisième sit-in se passe le 20 février et environ 350 étudiants rentrent dans les quatre mêmes magasins, ainsi qu’une pharmacie Walgreens.
Au moment où les étudiants noirs s’installent aux comptoirs, plusieurs jeunes blancs se rassemblent dans les mêmes magasins.
La police surveille les cinq établissements, mais aucun n’incident violent n’a lieu.
Les étudiants restent pendant plus de trois heures avant d’ajourner pour se rendre à une réunion de l’église baptiste,.
La tension continue de monter, d’autres sit-in ont lieu dans d’autres villes et des émeutes éclatent dans la ville de Chattanooga, Tennessee,. Le 27 février, les étudiants activistes de Nashville prennent part à un quatrième sit-in dans les magasins Woolworth, McClellan et Walgreens.
Une foule de jeunes blancs se rassemblent une nouvelle fois dans les magasins pour railler et harceler les participants.
La police n’est pas présente.
Finalement, certains des participants au sit-in sont attaqués par des perturbateurs dans les magasins McClellan et Woolworth.
Certains sont poussés de leur siège et battus. Un participant est poussé dans un escalier.
Lorsque la police arrive, les attaquants blancs fuient et aucun n’est arrêté. La police ordonne aux participants de quitter les magasins.
Ils refusent et sont donc arrêtés et emmenés par des véhicules de police, sous les applaudissements de la foule.
Quatre-vingt-un étudiants sont arrêtés pour rassemblement illégal et trouble à l’ordre public,.
À la suite des arrestations, les médias, notamment les journaux télévisés locaux, commencent à s’intéresser aux sit-ins, ceux-ci font la une des journaux de Nashville,, et sont repris par l’agence de presse Associated Press. Les étudiants pensent généralement que cette couverture médiatique peut les aider, notamment lorsque les journaux soulignent l’importance de la non-violence dans le mouvement.
D’autres sit-ins ont lieu au cours des deux mois suivants et conduisent à de nombreuses arrestations et attaques contre les participants.
Plus de 150 étudiants sont arrêtés. Tout au long des manifestations, les étudiants respectent une politique de non-violence.
Leur code de conduite écrit devient un modèle suivit par les manifestants dans d’autres villes :

« Ne répondez pas ou n’insultez personne si vous êtes attaqué.
Ne rigolez pas tout haut.
Ne parlez pas aux gens dans les magasins.
Ne quittez pas votre siège avant que votre leader vous ait donné la permission de le faire.
Ne bloquez pas les entrées des magasins depuis l’extérieur, ni les allées à l’intérieur.
Restez poli et amical.
Tenez-vous droit, toujours face au comptoir.
Informez votre leader en cas d’incident grave.
Signalez la présence de chercheurs d’informations à votre leader de manière polie.
N’oubliez pas les enseignements de Jésus, Ghandi, Martin Luther King.
L’amour et la non-violence sont le chemin à suivre. »

## Procès et expulsion de Lawson
Les procès des participants aux sit-ins sont au centre de l’attention.
Le 29 février, le premier jour des procès, une foule de plus de 2 000 personnes se rassemble dans les rues aux alentours du tribunal, pour montrer leur soutien aux accusés,. Un groupe de 13 avocats mené par Z. Alexander Looby représente les étudiants.
Le procès est présidé par le juge local Andrew J. Doyle.
Doyle rejette les accusations de rassemblement illégal, puis se retire du procès, qui revient donc au juge John I. Harris.
Malgré le soutien important de la communauté noire, les étudiants arrêtés sont reconnus coupables de trouble à l’ordre public et doivent payer une amende de 50 dollars.
Mais ils refusent de payer et choisissent de passer trente-trois jours en maison de correction. Diane Nash publie un communiqué au nom des autres étudiants, dans lequel elle explique leur décision :
« Nous avons le sentiment que si nous payons ces amendes, nous participons et nous soutenons les pratiques injustes et immorales dont les prévenus ont été jugés coupables lorsqu’ils ont été arrêtés et condamnés. »
Le même jour, un groupe de pasteurs noirs, dont James Lawson, rencontre le maire Ben West pour parler des sit-ins.
La presse locale, notamment le Nashville Banner, qui décrit Lawson comme un « baratineur et agitateur », font remonter les activités de Lawson jusqu’à l’attention de l’université Vanderbilt, où il était étudiant.
Lorsque le comité exécutif de l’université lui explique qu’il doit mettre fin à son rôle dans les sit-ins, il refuse.
Il est immédiatement renvoyé de l’université,.

## Comité biracial
Le 3 mars, afin de faire retomber les tensions raciales causées par les sit-ins, le maire West annonce la formation d’un comité biracial pour chercher une solution au conflit racial rencontré par la ville.
Le comité est composé des présidents de deux universités noires, mais ne comprend aucun représentant du mouvement étudiant,. Le comité se rencontre à plusieurs reprises pendant le mois suivant et livre ses recommandations le 5 avril.
Son rapport recommande de partiellement mettre fin à la ségrégation aux comptoirs des restaurants.
Chaque magasin aura ainsi une section réservée aux blancs uniquement et une autre pour les blancs et les noirs.
Cette solution est rejetée par les étudiants, qui considèrent ces recommandations moralement inacceptables, car elles reposent toujours sur le principe de ségrégation,. Moins d’une semaine après que le comité biracial a publié son rapport, les sit-ins reprennent et le boycott s’intensifie,.

## Attentat à la bombe
Le 19 avril, à 5h30 du matin, la maison de Z. Alexander Looby est attaquée à la dynamite, apparemment en représailles à son soutien aux manifestants.
L’explosion détruit presque entièrement la maison, mais Looby et sa femme, endormis dans la chambre à l’arrière de la maison, ne sont pas blessés.
Au lieu de décourager les manifestants, cet incident sert de catalyseur au mouvement.
En quelques heures, de nouvelles explosions ont lieu dans les alentours.
Vers 12 h, presque 4 000 personnes marchent en silence vers la mairie pour parler avec le maire,.
Le révérend C. T. Vivan lit un communiqué dans lequel il accuse le maire d’ignorer les problèmes moraux posés par la ségrégation et de fermer les yeux sur la violence et l’injustice.
Diane Nash demande ensuite au maire s’il ne trouve pas cela injuste qu’une personne soit victime de discrimination à cause de sa couleur de peau.
Le maire admet en effet que cela paraît injuste.
Nash lui demande ensuite s’il pense que les comptoirs des restaurants devraient mettre fin à la ségrégation.
Il répond oui, avant d’ajouter : « Mais la décision appartient au propriétaire du magasin, évidemment. »,
Les deux principaux journaux de la ville abordent le sujet de manière très différente.
Le Tennessean met l’accent sur ce qu’a dit le maire, c’est-à-dire qu’il ne devrait plus y avoir de ségrégation aux comptoirs de la ville, alors que le Nashville Banner, souligne que la décision appartient aux propriétaires,. Ces deux titres montrent les positions opposées des deux journaux,. Néanmoins, la réponse du maire a ensuite été vue comme un tournant par les activistes et les propriétaires de magasins.
Le jour suivant l’attentat à la bombe, Martin Luther King se rend à Nashville pour prononcer un discours à l’université Fisk.
Il salue le mouvement des sit-ins de Nashville, le qualifiant de mouvement « le mieux organisé et le plus discipliné du Sud. »
Il explique ensuite qu’il est venu à Nashville, « non pas pour inspirer mais pour s’inspirer de ce grand mouvement qui se déroule dans la communauté. »

## Fin de la ségrégation
Après des semaines de négociations secrètes entre les propriétaires de magasins et les manifestants, un accord est finalement trouvé pendant la première semaine de mai.
Selon cet accord, des petits groupes d’Afro-Américains commanderaient de la nourriture aux comptoirs des restaurants, à une date choisie par les propriétaires.
Les propriétaires avertiraient leurs employés et leur donneraient l’ordre de servir les clients.
Tout cela serait contrôlé pendant plusieurs semaines, avant de mettre fin au contrôle. Les propriétaires et les manifestants se réuniraient alors pour évaluer les résultats.
Les médias sont aussi informés de cet accord et il leur est demandé de ne parler que des faits et de ne pas écrire d’histoires à sensations.
Le 10 mai, six magasins du centre-ville ouvrent leur comptoir à des clients noirs pour la première fois.
Les clients arrivent par groupe de deux ou trois pendant l’après-midi et sont servis.
Au même moment, les Afro-Américains mettent fin à leur boycott des magasins, qui durent depuis six semaines,. Le plan se déroule parfaitement et les comptoirs mettent fin à la ségrégation sans aucun incident ou violence.
Nashville devient ainsi la première grande ville des États du Sud à mettre fin à la ségrégation dans les lieux publics,.
Même si la fin de la campagne des sit-ins permet de laisser un instant de répit aux activistes de Nashville, le racisme reste un problème à travers toute la ville.
Durant les années suivantes, d’autres sit-ins, grèves et manifestations prennent place dans des restaurants, cinémas, piscines municipales à travers la ville,,,. Ces actions continuent jusqu’à ce que le Congrès vote le Civil Rights Act de 1964, qui met fin à la ségrégation dans les lieux publics à travers l’ensemble du pays.